# جان ساتون (بازیکن فوتبال)
جان ساتون (انگلیسی: John Sutton؛ زادهٔ ۲۶ دسامبر ۱۹۸۳) یک بازیکن فوتبال است.